# Zell im Fichtelgebirge
Zell im Fichtelgebirge é um município da Alemanha, situado no distrito de Hof, no estado da Baviera. Tem 31,24 km² de área, e sua população em 2019 foi estimada em 1.928 habitantes.